# St. Martinus (Heilbronn-Sontheim)

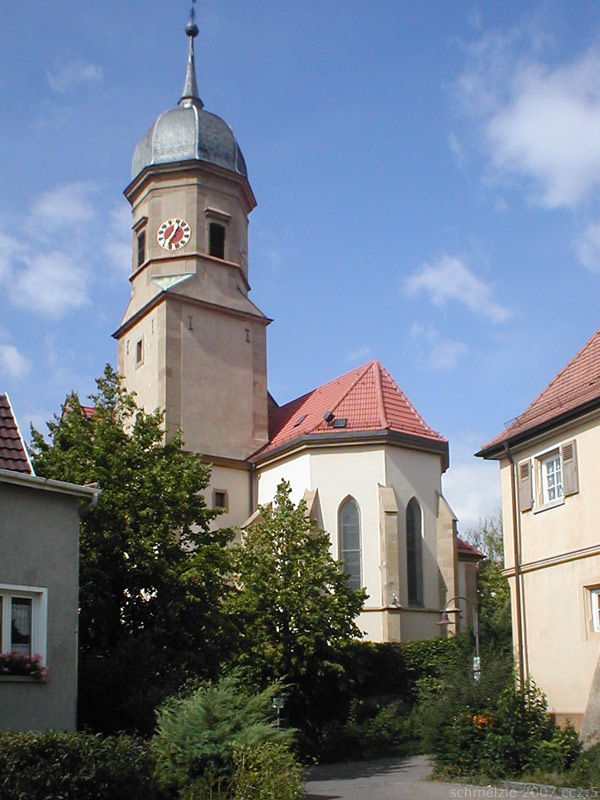
Kath. Pfarrkirche St. Martin

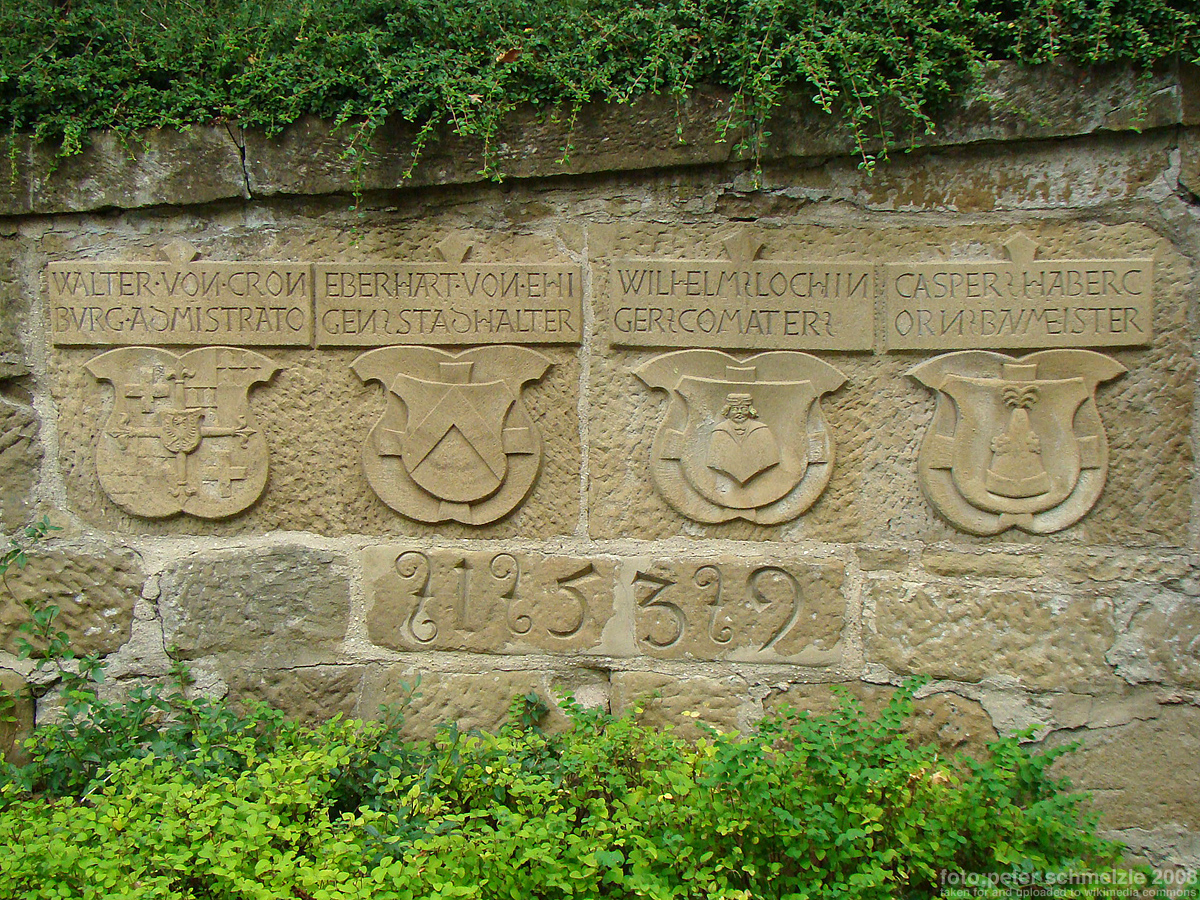
Datierter Stein von 1539

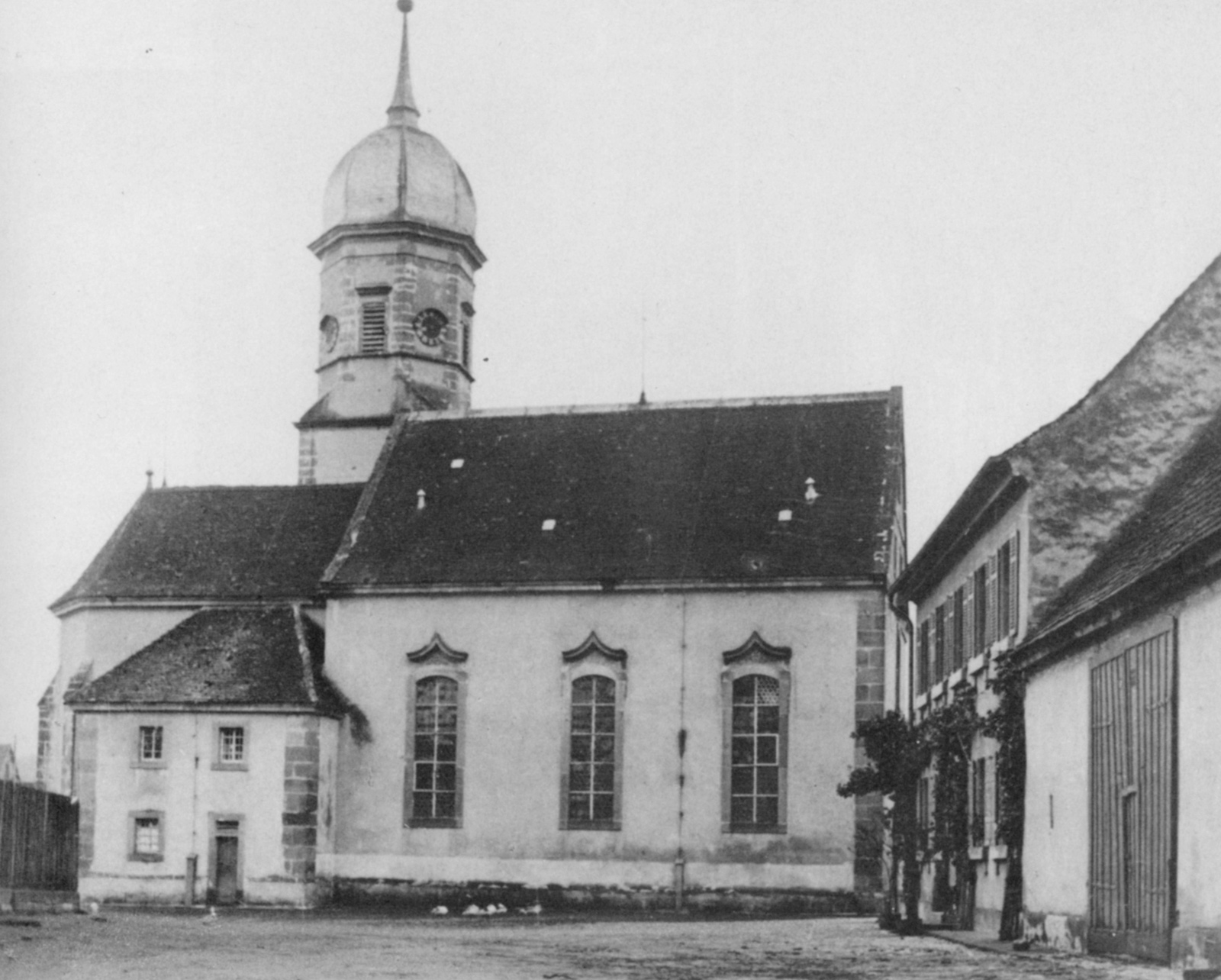
Das Kirchengebäude vor dem Umbau von 1904

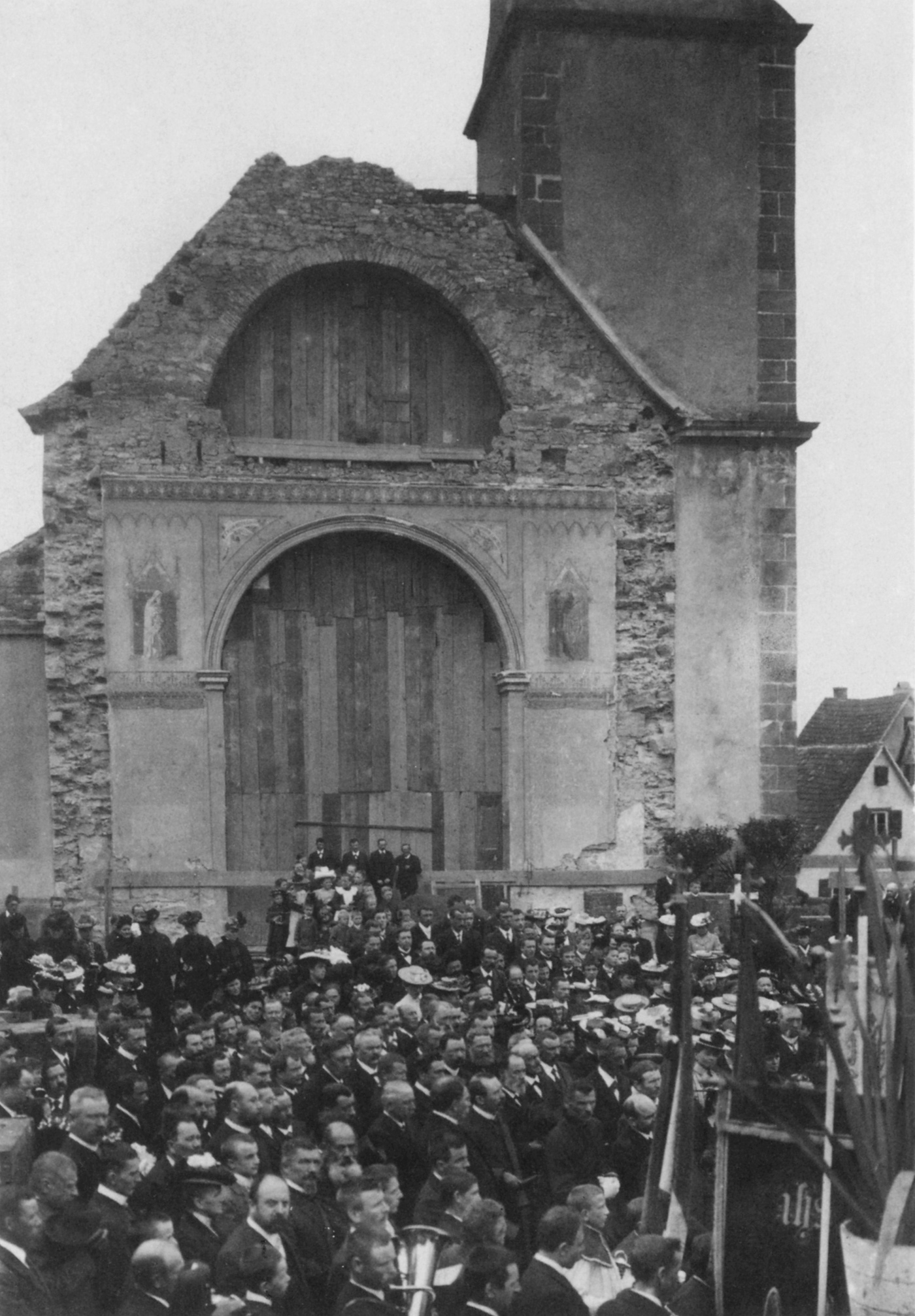
Grundsteinlegung für das neue Langhaus 1904

Die katholische Kirche St. Martinus in Sontheim, einem Stadtteil von Heilbronn im nördlichen Baden-Württemberg, ist die älteste Kirche des Ortes und markiert zugleich die historische Ortsmitte von Sontheim. Die Kirche weist noch einen gotischen Chor auf, das Langhaus wurde 1904 durch einen Neubau im Stil der Neuromanik ersetzt.

## Geschichte
Die Kirche liegt im historischen Ortskern von Sontheim und geht in ihren Ursprüngen wohl auf die in fränkischer Zeit erfolgte Siedlungsgründung zurück. Ab dem 13. Jahrhundert hatte der Deutsche Orden Besitz in Sontheim und übte dort die Ortsherrschaft aus. Die Kirche und der angrenzende Sontheimer Deutschordenshof wurden nach dem Bauernkrieg 1525 ummauert. Die Ringmauern der Anlage wurden im Jahr 1840 abgebrochen, wobei sich einige Ringmauerreste und ein auf 1539 datierter Belfriedstein, der die Namen und Wappen von Walther von Cronberg, Eberhart von Ehingen, Komtur Wilhelm Lochinger und Ordensbaumeister Kaspar Haberkorn trägt, erhalten haben und dann in den westlichen Treppenaufgang eingesetzt worden sind.
Der älteste Teil der Kirche, der Chor, stammt noch aus der Zeit der Gotik. Im Jahr 1715 brannte die ohnehin damals in schlechtem Zustand befindliche Kirche nach einem Blitzeinschlag aus und wurde unter dem Komtur Georg Adolf von Speth-Schülzburg in den Jahren 1719/20 im Stil des Frühbarock neu errichtet. Speth ließ auch das Deutschordens-Sommerhaus in Sontheim sowie das barocke Seitenportal im Deutschordensmünster St. Peter und Paul im kleinen Deutschhof in Heilbronn errichten.
Am Treppenaufgang zur Kirche von Westen her steht an der Außenmauer die Jahreszahl 1708 mit folgenden Buchstaben:
C(laudius) F(ranz) J(osef) F(reiherr) R(einach) R(at) D(er) B(allei) F(ranken) C(omtur) Z(u) H(eilbronn) T(eutsch) O(rdens) R(itter)
Der Kunstmaler J. Baptist Feratini schuf 1748 in der St.-Martins-Kirche drei Fresken.
In den Jahren 1904/1905 wurde das Kirchengebäude nach Plänen von Ulrich Pohlhammer umgebaut. Der gotische Chor und der im 18. Jahrhundert erbaute, barocke Turm blieben dabei erhalten, während das Langhaus als Basilika im Stil der Neoromanik erneuert wurde. Grundsteinlegung des Langhausneubaus war am 24. April 1904. Der Münchner Maler Gebhard Fugel hat die ursprüngliche Ausmalung des neuen Langhauses geschaffen.
Die alten Glocken der Kirche wurden im Ersten Weltkrieg eingeschmolzen. 1921/23 wurden neue, bei Glockengießerei Bachert in Kochendorf gegossene Glocken beschafft, jedoch schon 1930 für neue, bei Wohlfarth in Lauingen gegossene Glocken in Zahlung gegeben. Auch den neuen Glocken war keine lange Dauer vergönnt: bereits 1942 wurden sie wieder zu Rüstungszwecken eingeschmolzen. Das nach dem Zweiten Weltkrieg angeschaffte Geläut war damit bereits das vierte innerhalb weniger Jahrzehnte.
Nach dem Zweiten Weltkrieg wurde die Kirche renoviert. 1952 erhielt sie neue Glasfenster von Wilhelm Geyer. Die alte Ausmalung wurde übertüncht. Der Innenraum ist heute einfarbig gestrichen.

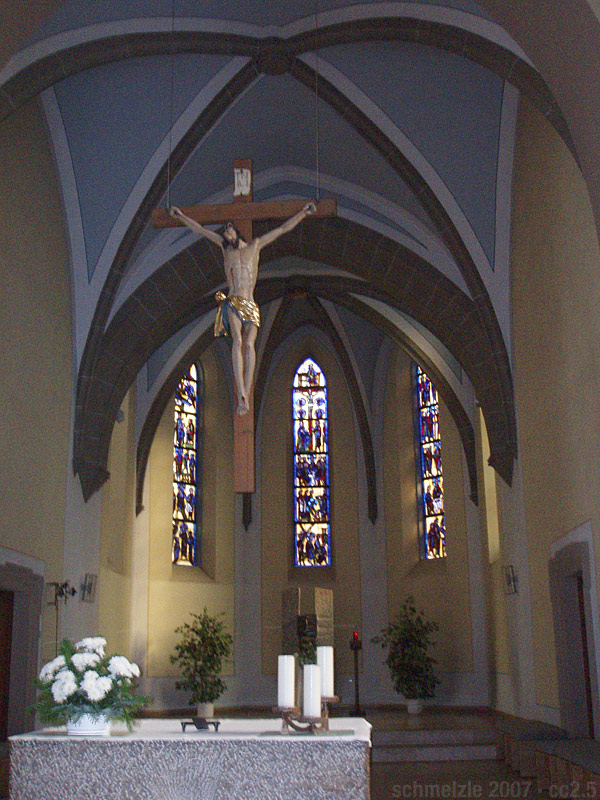
Gotischer Chor der Martinuskirche
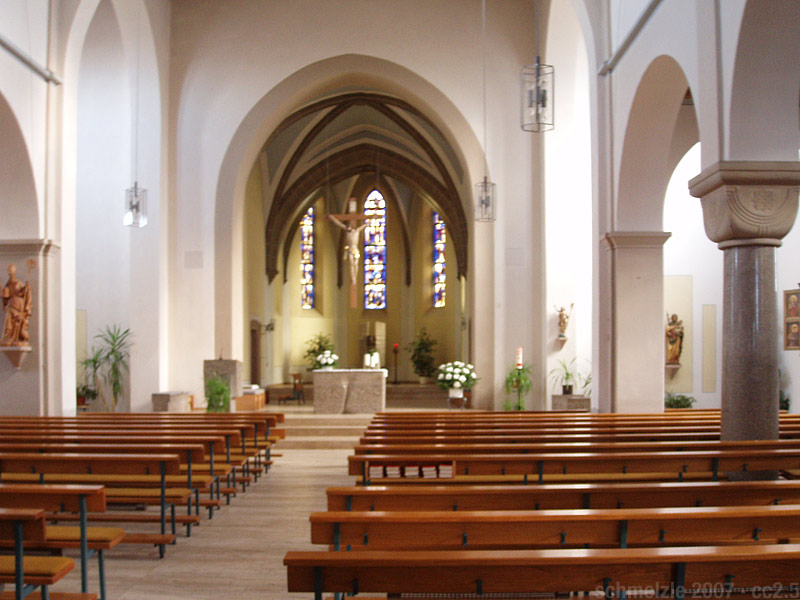
Neoromanisches Kirchenschiff
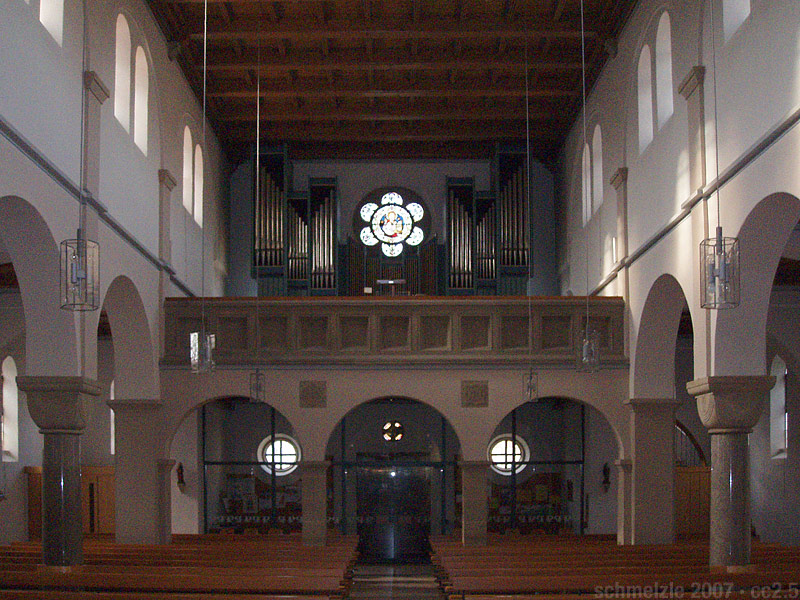
Blick zur Orgelempore
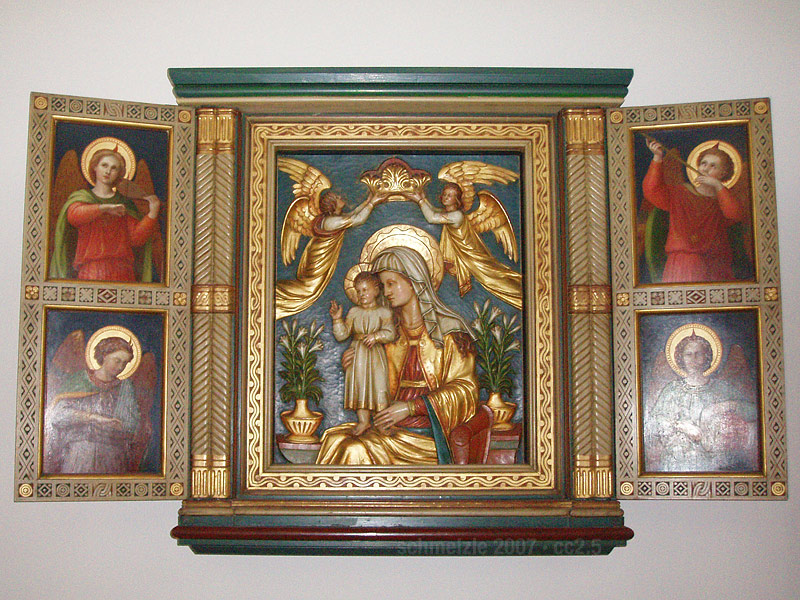
Marienaltar